# Khano Smith
Khano Smith (* 10. Januar 1982 in Warwick Parish, Bermuda) ist ein ehemaliger Fußballspieler von den Bermudas und heutiger -Trainer.

## Karriere

### Vereinskarriere
Smith startete seine Karriere im Soccer Team, des Champlain College. Er lief zwei Jahre für die Beavers auf, bevor sein Studium am Lees-McRae College fortsetzte. Nach zwei Jahren für die Lees-McRae Bobcats, entschied er sich für den Start seinen Profi-Karriere beim USL Premier Development League Club Carolina Dynamo. Im Sommer 2003 kehrte Smith auf die Bermuda's zurück und spielte die folgenden zwei Jahre bei den Dandy Town Hornets. Im Frühjahr 2005 wurde Smith von New England Revolution gedraftet und spielte die nächsten drei Spielzeiten in der Major League Soccer. Am 28. November 2008 wurde er von den Seattle Sounders FC in der vierten Runde des MLS Expansion Draft gedraftet. Ohne je ein Spiel für die Sounders absolviert zu haben, wurde er zu New York Red Bulls transferiert. Nachdem er 8 Spiele für die Red Bulls gespielt hatte, wurde er im Juli 2009 auf die Waiver List gesetzt und am 30. Juli 2009 von seinen Vertrag entlassen. Nach mehreren Probetrainings und Reservespielen für Norwich City, unterschrieb er im Oktober 2009 beim Lincoln City F.C. Im Januar 2010 wurde sein Vertrag in beidseitigen Einverständnis vom Lincoln City F.C. aufgelöst. und er kehrte zu den New England Revolution zurück. Nach der 2010 Major League Saison wurde er von Revolution entlassen und wechselte zu den Carolina RailHawks. Ohne ein Spiel für die Railhawks absolviert zu haben, löste er seinen Vertrag bereits am 4. April 2011 wieder auf. Anschließend Smith kehrte auf die Bermuda's zurück und spielte in 5 Spielen für die Bermuda Hogges, bevor er seine Karriere beendete. Im Frühjahr 2014 feierte er in der PDL bei Real Boston Rams sein Comeback.

### Nationalmannschaft
Smith spielte von 2003 bis 2011, 31-mal für die Bermudische Fußballnationalmannschaft und erzielte dabei 10 Tore.

### Trainerkarriere
Nach seinem Karriereende 2011 arbeitete Smith für die Bermuda Football Association als Trainer. So war er von 2012 bis 2013 Trainer der U-18 Mannschaft von New England Revolution und ist seit 2014 neben Cheftrainer Don Vickers Co-Trainer der U-23 seines Heimatlandes.